# Innocence + Experience Tour
Ne doit pas être confondu avec Experience + Innocence Tour, autre tournée de U2.
Tournées par U2
U2 360° Tour 
 (2009 - 2011) The Joshua Tree Tour 2017 
 (2017)
L'Innocence + Experience Tour (stylisé iNNOCENCE + eXPERIENCE Tour) est une tournée mondiale du groupe de rock U2 qui a débuté le 14 mai 2015 à Vancouver (Canada) et qui s'est terminée le 7 décembre 2015 à Paris (France).
Cette tournée mondiale a soutenu la promotion de l'album Songs Of Innocence, paru en 2014.

## Historique de la tournée

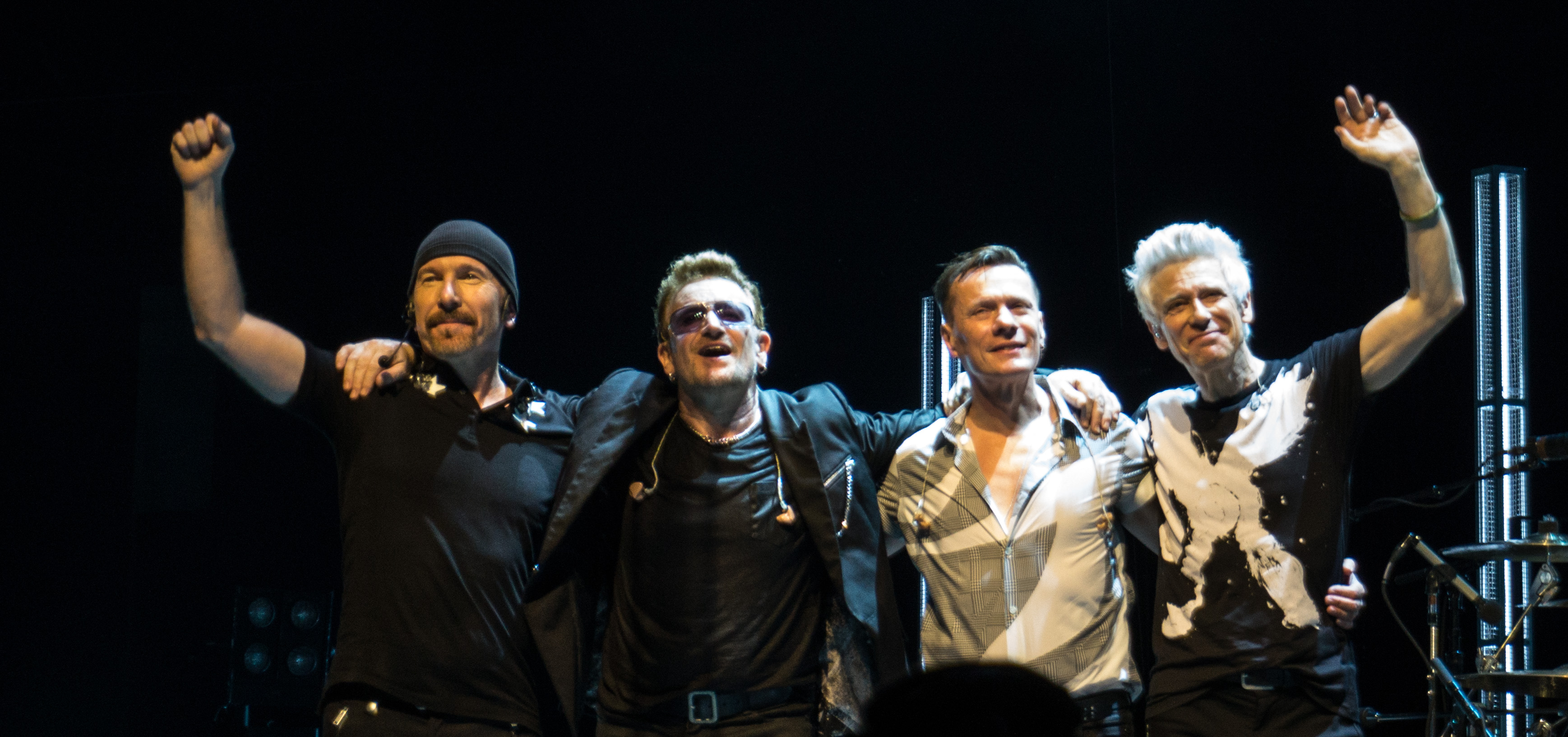
Le groupe, ici à Glasgow.

Les concerts initialement prévus les 14 et 15 novembre à Paris ont été reportés aux 6 et 7 décembre, à la suite des Attentats de Paris qui se sont déroulés dans la nuit du vendredi 13 au samedi 14 novembre.
La chanteuse américaine Patti Smith et le groupe américain Eagles Of Death Metal ont rejoint le groupe sur scène respectivement les 6 et 7 décembre.

## Enregistrement
Le concert du 7 décembre à Paris (initialement celui du 14 novembre) a été filmé, pour être diffusé dans la foulée sur HBO, aux États-Unis et au Canada.
Ce concert est sorti en DVD et Blu-Ray le 10 juin 2016.

## Setlist

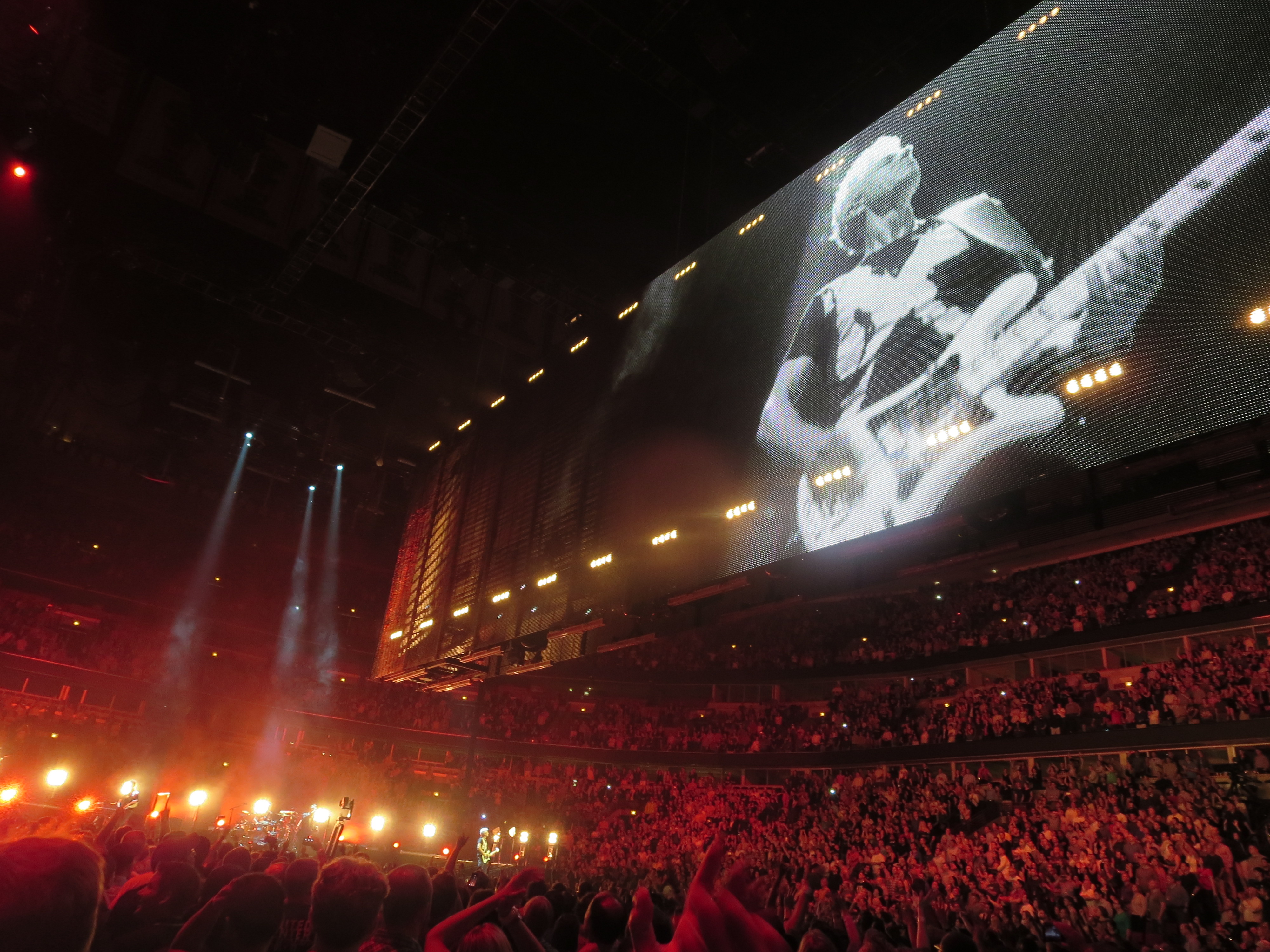
La cage vidéo mesurant près de 30 mètres de long, ici à Chicago.

Durant certains concerts, le groupe a pu modifier ce setlist de base en interprétant d'autres chansons à la place de certaines.
1. The Miracle (of Joey Ramone)
2. The Electric Co.
3. Vertigo
4. I Will Follow
5. Iris (Hold Me Close)
6. Cedarwood Road
7. Song for Someone
8. Sunday Bloody Sunday
9. Raised By Wolves
10. Until The End Of The World
11. Invisible
12. Even Better Than the Real Thing
13. Mysterious Ways
14. Elevation
15. Desire
16. Every Breaking Wave
17. October
18. Bullet the Blue Sky
19. Zooropa
20. Pride (In The Name of Love)
21. With or Without You
22. Where the Streets Have No Name
23. Beautiful Day
24. City Of Blinding Lights
25. One

## Dates et lieux
| Date              | Ville            | Pays             | Lieu                  | Affluence               | Revenu                       |                  |                  |
| Amérique du Nord  | Amérique du Nord | Amérique du Nord | Amérique du Nord      | Amérique du Nord        | Amérique du Nord             | Amérique du Nord | Amérique du Nord |
| ----------------- | ---------------- | ---------------- | --------------------- | ----------------------- | ---------------------------- | ---------------- | ---------------- |
| 14 mai 2015       | Vancouver        | Canada           | Rogers Arena          | 36 442                  | 3 810 775 $                  |                  |                  |
| 15 mai 2015       | Vancouver        | Canada           | Rogers Arena          | 36 442                  | 3 810 775 $                  |                  |                  |
| 18 mai 2015       | San José         | États-Unis       | SAP Center            | 35 398                  | 4 385 885 $                  |                  |                  |
| 19 mai 2015       | San José         | États-Unis       | SAP Center            | 35 398                  | 4 385 885 $                  |                  |                  |
| 22 mai 2015       | Phoenix          | États-Unis       | US Airways Center     | 34 626                  | 3 992 985 $                  |                  |                  |
| 23 mai 2015       | Phoenix          | États-Unis       | US Airways Center     | 34 626                  | 3 992 985 $                  |                  |                  |
| 26 mai 2015       | Los Angeles      | États-Unis       | The Forum             | 83 505                  | 9 886 540 $                  |                  |                  |
| 27 mai 2015       | Los Angeles      | États-Unis       | The Forum             | 83 505                  | 9 886 540 $                  |                  |                  |
| 30 mai 2015       | Los Angeles      | États-Unis       | The Forum             | 83 505                  | 9 886 540 $                  |                  |                  |
| 31 mai 2015       | Los Angeles      | États-Unis       | The Forum             | 83 505                  | 9 886 540 $                  |                  |                  |
| 3 juin 2015       | Los Angeles      | États-Unis       | The Forum             | 83 505                  | 9 886 540 $                  |                  |                  |
| 6 juin 2015       | Denver           | États-Unis       | Pepsi Center          | 28 141                  | 3 114 935 $                  |                  |                  |
| 7 juin 2015       | Denver           | États-Unis       | Pepsi Center          | 28 141                  | 3 114 935 $                  |                  |                  |
| 12 juin 2015      | Montréal         | Canada           | Centre Bell           | 80 911                  | 7 236 524 $                  |                  |                  |
| 13 juin 2015      | Montréal         | Canada           | Centre Bell           | 80 911                  | 7 236 524 $                  |                  |                  |
| 16 juin 2015      | Montréal         | Canada           | Centre Bell           | 80 911                  | 7 236 524 $                  |                  |                  |
| 17 juin 2015      | Montréal         | Canada           | Centre Bell           | 80 911                  | 7 236 524 $                  |                  |                  |
| 24 juin 2015      | Chicago          | États-Unis       | United Center         | 95 070                  | 11 347 305 $                 |                  |                  |
| 25 juin 2015      | Chicago          | États-Unis       | United Center         | 95 070                  | 11 347 305 $                 |                  |                  |
| 28 juin 2015      | Chicago          | États-Unis       | United Center         | 95 070                  | 11 347 305 $                 |                  |                  |
| 29 juin 2015      | Chicago          | États-Unis       | United Center         | 95 070                  | 11 347 305 $                 |                  |                  |
| 2 juillet 2015    | Chicago          | États-Unis       | United Center         | 95 070                  | 11 347 305 $                 |                  |                  |
| 6 juillet 2015    | Toronto          | Canada           | Centre Air Canada     | 38 364                  | 4 447 473 $                  |                  |                  |
| 7 juillet 2015    | Toronto          | Canada           | Centre Air Canada     | 38 364                  | 4 447 473 $                  |                  |                  |
| 10 juillet 2015   | Boston           | États-Unis       | TD Garden             | 68 183                  | 8 469 855 $                  |                  |                  |
| 11 juillet 2015   | Boston           | États-Unis       | TD Garden             | 68 183                  | 8 469 855 $                  |                  |                  |
| 14 juillet 2015   | Boston           | États-Unis       | TD Garden             | 68 183                  | 8 469 855 $                  |                  |                  |
| 15 juillet 2015   | Boston           | États-Unis       | TD Garden             | 68 183                  | 8 469 855 $                  |                  |                  |
| 18 juillet 2015   | New York City    | États-Unis       | Madison Square Garden | 149 942                 | 19 474 285 $                 |                  |                  |
| 19 juillet 2015   | New York City    | États-Unis       | Madison Square Garden | 149 942                 | 19 474 285 $                 |                  |                  |
| 22 juillet 2015   | New York City    | États-Unis       | Madison Square Garden | 149 942                 | 19 474 285 $                 |                  |                  |
| 23 juillet 2015   | New York City    | États-Unis       | Madison Square Garden | 149 942                 | 19 474 285 $                 |                  |                  |
| 26 juillet 2015   | New York City    | États-Unis       | Madison Square Garden | 149 942                 | 19 474 285 $                 |                  |                  |
| 27 juillet 2015   | New York City    | États-Unis       | Madison Square Garden | 149 942                 | 19 474 285 $                 |                  |                  |
| 30 juillet 2015   | New York City    | États-Unis       | Madison Square Garden | 149 942                 | 19 474 285 $                 |                  |                  |
| 31 juillet 2015   | New York City    | États-Unis       | Madison Square Garden | 149 942                 | 19 474 285 $                 |                  |                  |
| Europe            |                  |                  |                       |                         |                              |                  |                  |
| 4 septembre 2015  | Turin            | Italie           | Palasport Olimpico    | 29 555                  | 3 324 727 $                  |                  |                  |
| 5 septembre 2015  | Turin            | Italie           | Palasport Olimpico    | 29 555                  | 3 324 727 $                  |                  |                  |
| 8 septembre 2015  | Amsterdam        | Pays-Bas         | Ziggo Dome            | 68 463                  | 7 674 824 $                  |                  |                  |
| 9 septembre 2015  | Amsterdam        | Pays-Bas         | Ziggo Dome            | 68 463                  | 7 674 824 $                  |                  |                  |
| 12 septembre 2015 | Amsterdam        | Pays-Bas         | Ziggo Dome            | 68 463                  | 7 674 824 $                  |                  |                  |
| 13 septembre 2015 | Amsterdam        | Pays-Bas         | Ziggo Dome            | 68 463                  | 7 674 824 $                  |                  |                  |
| 16 septembre 2015 | Stockholm        | Suède            | Ericsson Globe        | 62 716                  | 6 850 151 $                  |                  |                  |
| 17 septembre 2015 | Stockholm        | Suède            | Ericsson Globe        | 62 716                  | 6 850 151 $                  |                  |                  |
| 20 septembre 2015 | Stockholm        | Suède            | Ericsson Globe        | 62 716                  | 6 850 151 $                  |                  |                  |
| 21 septembre 2015 | Stockholm        | Suède            | Ericsson Globe        | 62 716                  | 6 850 151 $                  |                  |                  |
| 24 septembre 2015 | Berlin           | Allemagne        | Mercedes-Benz Arena   | 57 798                  | 6 385 317 $                  |                  |                  |
| 25 septembre 2015 | Berlin           | Allemagne        | Mercedes-Benz Arena   | 57 798                  | 6 385 317 $                  |                  |                  |
| 28 septembre 2015 | Berlin           | Allemagne        | Mercedes-Benz Arena   | 57 798                  | 6 385 317 $                  |                  |                  |
| 29 septembre 2015 | Berlin           | Allemagne        | Mercedes-Benz Arena   | 57 798                  | 6 385 317 $                  |                  |                  |
| 5 octobre 2015    | Barcelone        | Espagne          | Palau Sant Jordi      | 71 295                  | 8 482 056 $                  |                  |                  |
| 6 octobre 2015    | Barcelone        | Espagne          | Palau Sant Jordi      | 71 295                  | 8 482 056 $                  |                  |                  |
| 9 octobre 2015    | Barcelone        | Espagne          | Palau Sant Jordi      | 71 295                  | 8 482 056 $                  |                  |                  |
| 10 octobre 2015   | Barcelone        | Espagne          | Palau Sant Jordi      | 71 295                  | 8 482 056 $                  |                  |                  |
| 13 octobre 2015   | Anvers           | Belgique         | Palais des sports     | 45 059                  | 4 760 263 $                  |                  |                  |
| 14 octobre 2015   | Anvers           | Belgique         | Palais des sports     | 45 059                  | 4 760 263 $                  |                  |                  |
| 17 octobre 2015   | Cologne          | Allemagne        | Lanxess Arena         | 35 243                  | 4 166 553 $                  |                  |                  |
| 18 octobre 2015   | Cologne          | Allemagne        | Lanxess Arena         | 35 243                  | 4 166 553 $                  |                  |                  |
| 25 octobre 2015   | Londres          | Royaume-Uni      | O2 Arena              | 104 913                 | 15 804 021 $                 |                  |                  |
| 26 octobre 2015   | Londres          | Royaume-Uni      | O2 Arena              | 104 913                 | 15 804 021 $                 |                  |                  |
| 29 octobre 2015   | Londres          | Royaume-Uni      | O2 Arena              | 104 913                 | 15 804 021 $                 |                  |                  |
| 30 octobre 2015   | Londres          | Royaume-Uni      | O2 Arena              | 104 913                 | 15 804 021 $                 |                  |                  |
| 2 novembre 2015   | Londres          | Royaume-Uni      | O2 Arena              | 104 913                 | 15 804 021 $                 |                  |                  |
| 3 novembre 2015   | Londres          | Royaume-Uni      | O2 Arena              | 104 913                 | 15 804 021 $                 |                  |                  |
| 6 novembre 2015   | Glasgow          | Royaume-Uni      | The SSE Hydro         | 25 222                  | 3 167 828 $                  |                  |                  |
| 7 novembre 2015   | Glasgow          | Royaume-Uni      | The SSE Hydro         | 25 222                  | 3 167 828 $                  |                  |                  |
| 10 novembre 2015  | Paris            | France           | AccorHotels Arena     | 69 864[réf. nécessaire] | 7 760 999 $[réf. nécessaire] |                  |                  |
| 11 novembre 2015  | Paris            | France           | AccorHotels Arena     | 69 864[réf. nécessaire] | 7 760 999 $[réf. nécessaire] |                  |                  |
| 18 novembre 2015  | Belfast          | Royaume-Uni      | SSE Arena             | 18 922                  | 2 576 203 $                  |                  |                  |
| 19 novembre 2015  | Belfast          | Royaume-Uni      | SSE Arena             | 18 922                  | 2 576 203 $                  |                  |                  |
| 23 novembre 2015  | Dublin           | Irlande          | 3Arena                | 46 784                  | 5 108 722 $                  |                  |                  |
| 24 novembre 2015  | Dublin           | Irlande          | 3Arena                | 46 784                  | 5 108 722 $                  |                  |                  |
| 27 novembre 2015  | Dublin           | Irlande          | 3Arena                | 46 784                  | 5 108 722 $                  |                  |                  |
| 28 novembre 2015  | Dublin           | Irlande          | 3Arena                | 46 784                  | 5 108 722 $                  |                  |                  |
| 6 décembre 2015   | Paris            | France           | AccorHotels Arena     | 20000                   | 20000]                       |                  |                  |
| 7 décembre 2015   | Paris            | France           | AccorHotels Arena     | 20000                   | 20000]                       |                  |                  |
| Total             | Total            | Total            | Total                 | 1 286 416               | 152 228 227 $                |                  |                  |